# Sanday (Orkady)

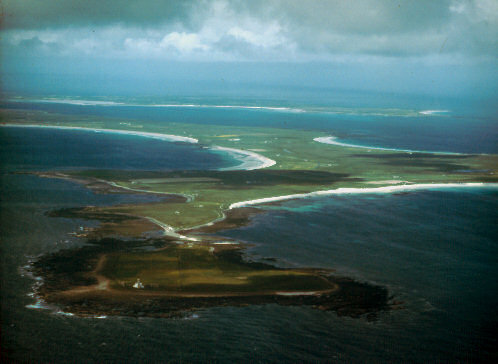
Widok z powietrza na wyspę

Sanday (gael. Sanndaigh) jest jedną z wysp u północnych wybrzeży Szkocji należącą do archipelagu Orkadów. Jej powierzchnia to 50,43 km², co czyni ją trzecią co do wielkości wyspą w archipelagu. Główne skupiska ludności to Lady Village i Kettletoft. Na wyspę dostać się można promem lub samolotem. Obydwa środki transportu kursują z miejscowości Kirkwall położonej na największej z wysp Orkadów – Mainland.